# Andrej Afanas'ev (giocatore di calcio a 5)
Andrej Fëdorovič Afanas'ev (in russo Андрей Фёдорович Афанасьев?; Sverdlovsk, 23 maggio 1986) è un giocatore di calcio a 5 russo.

## Carriera

### Club
Cresciuto nei settori giovanili di Alfa Ekaterinburg e VIZ-Sinara, Afanas'ev debutta nella prima squadra di quest'ultima. Eccetto una stagione trascorsa in prestito ai kazaki dell'Aleem, rimane legato al Sinara per oltre un decennio, conquistando due campionati russi e una Coppa UEFA. Nel 2015 si trasferisce al Gazprom Jugra con cui vince nuovamente la Coppa UEFA nonché diverse competizioni nazionali.

### Nazionale
Il 27 marzo 2013 Afanas'ev debutta nella nazionale russa nel corso dell'incontro vinto per 5-1 contro il Kazakistan, valido per le qualificazioni all'UEFA Futsal Championship 2014; l'esordio è impreziosito dalla prima rete in nazionale. Con la Russia ha partecipato al campionato europeo 2018 e alla Coppa del Mondo 2021. Inizialmente escluso dai convocati della Russia per il campionato europeo 2022, Afanas'ev viene richiamato il 25 gennaio per sostituire l'infortunato Éder Lima.

## Palmarès

### Competizioni nazionali
- Campionato russo: 4
VIZ Sinara: 2008-09, 2009-10
Gazprom Jugra: 2017-18, 2021-22
- Coppa della Russia: 4
Gazprom Jugra: 2015-16, 2017-18, 2018-19, 2020-21

### Competizioni internazionali
- Coppa UEFA: 2
VIZ Sinara: 2007-08
Gazprom Jugra: 2015-16